# Spencer Pratt

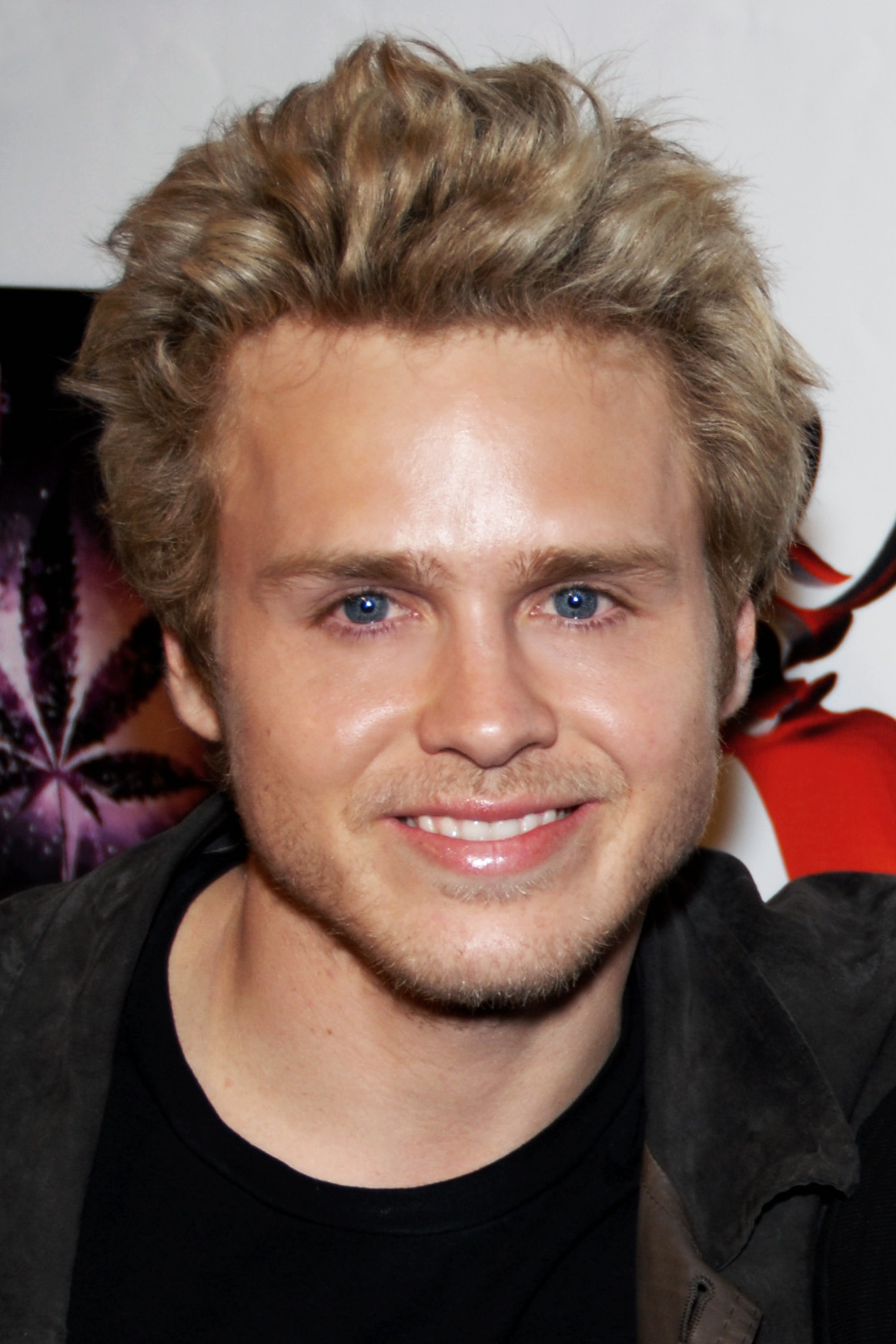

Spencer William Pratt (14 de agosto de 1983) é uma personalidade da televisão americana. Ele é conhecido por fazer parte dos reality shows The Hills e The Hills: New Beginnings. Spencer é casado com Heidi Montag e é o irmão mais velho de Stephanie Pratt, ambas também fazem parte de The Hills.